# Buena Vista Social Club
I Buena Vista Social Club sono stati un gruppo musicale cubano fondato a L'Avana nel 1996.

## Storia
Il progetto era stato promosso dall'etichetta discografica World Circuit Records nelle persone di Nick Gold, il chitarrista statunitense Ry Cooder in qualità di produttore e da Juan de Marcos González come direttore. Il nome è lo stesso dell'omonimo storico locale che si trovava nel quartiere Buenavista di L'Avana, dove era in voga la musica popolare cubana negli anni quaranta.
Per riprodurre gli stili musicali dell'epoca, come il son cubano, il bolero e il danzón, furono reclutati una dozzina di musicisti dell'epoca, di cui molti si erano ritirati dalle scene da tempo.

## Formazione
- Compay Segundo
- Rubén González
- Ibrahim Ferrer
- Pío Leyva
- Angá Díaz
- Orlando Cachaíto López
- Manuel Galbán
- Manuel Puntillita Licea
- Juan de Marcos González
- Ry Cooder
- Joachim Cooder
- Amadito Valdés
- Alberto "Virgilio" Valdés
- Lázaro Villa
- Yulien Oviedo Sánchez
- Luis Barzaga
- Carlos González
- Papi Oviedo
- Omara Portuondo

## Discografia

### Album in studio
- 1997 – Buena Vista Social Club

### Album dal vivo
- 1997 – Buena Vista Social Club at Carnegie Hall

### Raccolte
- 2015 – Lost and Found

### EP
- 2022 – Ahora me da pena

## Cinema
- Buena Vista Social Club, regia di Wim Wenders (1999)
- Buena Vista Social Club: Adios, regia di Lucy Walker (2017)